# Cattedrali in Macedonia del Nord
Questa è una lista delle cattedrali e concattedrali della Macedonia del Nord.

## Cattedrali cattoliche
| Cattedrale                                                                      | Arcidiocesi o Diocesi | Località | Dedicazione | Immagine |
| ------------------------------------------------------------------------------- | --------------------- | -------- | ----------- | -------- |
| Cattedrale del Sacro Cuore di Gesù Katedrała Presweto Srce Isusowo wo Skopje    | Skopje                | Skopje   | Gesù        |          |
| Concattedrale del Sacro Cuore di Gesù Katedrała Presweto Srce Isusowo wo Bitola | Skopje                | Bitola   | Gesù        |          |

## Cattedrali greco-cattoliche
| Cattedrale                          | Diocesi                                                       | Città    | Dedicazione | Immagine |
| ----------------------------------- | ------------------------------------------------------------- | -------- | ----------- | -------- |
| Cattedrale dell'Assunzione di Maria | Eparchia della Beata Maria Vergine Assunta in Strumica-Skopje | Strumica | Maria       |          |

## Cattedrali ortodosse (Chiesa ortodossa macedone)
| Cattedrale                             | Arcidiocesi o Diocesi | Località | Dedicazione                 | Immagine |
| -------------------------------------- | --------------------- | -------- | --------------------------- | -------- |
| Cattedrale di San Clemente di Ocrida   | Skopje                | Skopje   | San Clemente di Ocrida      |          |
| Cattedrale dei Santi Cirillo e Metodio | Tetovo-Gostivar       | Tetovo   | Santi Cirillo e Metodio     |          |
| Cattedrale di San Nicola               | Kumanovo-Osogovo      | Kumanovo |                             |          |
| Cattedrale di Santa Sofia              | Debar-Kičevo          | Ocrida   | Santa Sofia                 |          |
| Cattedrale di San Demetrio             | Prespa-Pelagonia      | Bitola   | San Demetrio di Tessalonica |          |
| Cattedrale dei Santi Cirillo e Metodio | Strumica              | Strumica | Santi Cirillo e Metodio     |          |
| Cattedrale dei Santi Cirillo e Metodio | Povardarie            | Veles    | Santi Cirillo e Metodio     |          |
| Cattedrale di San Nicola               | Bregalnika            | Štip     | San Nicola                  |          |